# アリサ＝サザンクロス
アリサ＝サザンクロスは、吉崎観音作の漫画『ケロロ軍曹』およびその関連作品に登場する架空の人物。アニメ版の声優は矢島晶子。
なお、名前は「アリサ・サザンクロス」や「アリサ・南十字星」（読みは同じ）と表記されることもある。

## 人物
日向家を囲む四方の風の南。四方の風の中では唯一、ケロロ小隊隊員にパートナーがいない。また、四方の風の中では唯一、劇場版過去4作に出ていないが、第5作『超劇場版ケロロ軍曹 誕生!究極ケロロ 奇跡の時空島であります!!』に初めて劇場版に登場した。
闇の世界（ダーク・ゾーン）の住人であり、人間ではない。人間になる為にはケロロ達などの宇宙人やUMAといった未知の存在、または魔物などの魑魅魍魎を指す「闇の者（ダーク・レイス）」を狩りその生体エネルギーを使う必要があるため、何百年も前からそれを仕事としている「闇の狩人（ダーク・ハンター）」である。
身長は155cm、体重は41kg。髪の色はオレンジ色でツインテールを耳下で結んでいる。瞳の色は赤で、ツリ目。全体的にモノトーン調の服装をしているが、原作での初登場となった第98話で冬樹の前に現れた時と第99話のラストでは、どこから入手したかは不明だが吉祥学園の制服を着ていた。更に劇場版第5作やフラッシュアニメ『ケロロ 〜keroro〜』では服のデザインが大幅に変えられている。劇場版第5作では顔やスタイルも少し丸い感じになっており、フラッシュアニメ版では服のデザインの変更に加えて髪留めの玉の色が水色から灰色になっている。

### 性格
かなり強引な一面があり、初登場時には突然冬樹を拉致し、ケロロ小隊を捕獲し、追ってきた桃華や小雪を石にしてしまった。男勝りな口調で話すが、たまに女言葉を使う事もある。
感情表現が下手で、原作第99話で冬樹を拉致した際「フユキがスキだから」と言っているのに睨み付けたり、原作第102話では怒っているのとほとんど変わらない表情で冬樹に「ウレシイ」と言って引かせている。なお、原作第99話のそのシーンを見ていたネブラは「何か違う気もする」と思っていたが、自分たちにとっては専門外の事だからと敢えて放置していた。一般常識が欠けている部分も見られ、たまにズレた行動を起こす。アニメでは第279話で家族でのピクニックが秋の仕事の都合で急遽中止となり落ち込む冬樹を元気付けようと、ケロロの「仕事で忙しい秋をどうにかして早く帰らせればいい」という苦し紛れの提案に則って秋を無理矢理連れ帰ろうとし、それが駄目なら秋が帰れない元凶である一向に筆を持とうとしない作家を脅して強制的に机に向かわせるなど、良くも悪くも純真無垢な面が強調されている。
あまり表情を変えることはないが、ごく稀に微笑んで見せる事もある。原作で冬樹と初めて会った時に彼が自分の微笑みに笑い返した事で「契約成立」と見なし、ルーマニアに強制連行しようとした。アニメでは第141話のラスト近くで初めて微笑んだ。また、第186話ではネブラが自分が外したギャグをまた言うのを聞いて、引いてしまう等ギャグのセンスも少しある。
アニメでは初登場時に提示された情報が少なすぎた為、初期の彼女は「なんだかよく分からないキャラ」「恐るべきモンスター」的な扱いになっているが、原作では"父親"であるネブラに対する労わりの心や、不器用ながらも冬樹に接し何とか自分に注意を向けようとする可愛らしい一面を見せたりしている（表情は怖いが）。アニメではネブラと出会う以前は、言葉は話せても人形であるが故に人間に受け入れてもらえず、心が悲しみに満たされており孤独だった。
冬樹に対しては最初利害関係のみで接していたが、だんだんと本当の意味で惹かれていったらしく、カシオペアン・ショートヘアーとの戦いでは「死んだらもう使えなくなる」と言い、ネブラの制止を振り切って冬樹を助けようとした。冬樹と出会って以降このような所で、人間らしい感情や感性が芽生えてきていると言える。
アニメではむやみに「獲物」を狩ろうとする事は少なく、アニメ第163話Bパートでは冬樹の空想から抜け出してきた「アメフラシ」を狩ろうとしたネブラを制止したり、アニメ第172話ではヒトガタの方は狩らずに見逃した（ヒトガタの境遇を自分と重ね合わせていたため）。

### 人物関係
ネブラの娘で、彼の事は「ダディ」と呼ぶ。ただし、ネブラは暗黒星雲人の為、血は繋がっていない。
闇の者を呼び寄せてくれるという理由で日向冬樹に対して好意を抱いている。彼のことは「バミューダトラペジアム」にてノントルマの少女から知らされており、「アリサを人間にする為に利用すればよい人物」と解釈された。
原作では冬樹を呼ぶとき、名前が「フユキ」とカタカナ表記になっている（アニメの字幕放送では「冬樹」と漢字）。
初登場時にいきなり「フユキは私がもらう」と宣言した事で桃華に嫉妬されており、その後顔を合わせる度に思いっきり睨みつけている。もっともアリサのほうは何も感じていないらしく、アニメ第163話ではネブラの協力で桃華を軽くあしらっていた。しかしアニメ第344話で、女子限定・氷上障害物レースの最終種目「ジャンプラージヒル」で不慮の事故により落下した桃華を自主的に助け、彼女との間に友情らしきものが芽生える。
闇の者と見れば容赦なく狩っている為、宇宙人はもちろん宇宙警察からも要注意人物として認識され、目を付けられている。
アニメ第279話で秋との交流が描かれ、それ以降は第291話Aパートで冬樹を無理矢理女湯に連れ込もうとしたのを秋に窘められて素直に引き下がるなど、密かに秋を慕っている模様。
新ケロロに対しては強力なエナジーを感じ、涎を垂らして非常に食べたそうにしていた。フラッシュアニメ版ではブラックスターにも同じ反応を見せている。

### 能力
アニメではドロロの鑑定眼力でも鑑定不能、1対1で戦っても彼に勝利するなど四方の風の中では一番強い。攻撃や移動は主に猫耳型のヘアバンドを使用して行う。しかし戦闘ではネブラの力を行使するしか戦う術がなく、彼女自身に直接的な戦闘能力はない為、攻撃の要であるネブラが戦闘不能になると何も出来なくなってしまう。
ゴルゴンのように、目が合った者を石に変えてしまう能力も持っている（『ケロロ軍曹 ひみつ超ひゃっか』によると、この能力は元々は以前取り込んだ闇の者の能力）。だがアニメ初登場時はこの石化能力を逆手に取られてしまった（詳細は後述）。

### テレビアニメでの登場
アニメでの初登場は5代目OPのアニメーションで、本編初登場は第133話。原作・アニメともにハロウィンの時期に初登場。
アリサは原作同様初登場時にケロロ小隊を捕らえたが、その救出方法が原作と異なる。原作では擬態解除したアンゴル＝モアの姿を見たネブラがパニックを起こして術が解けて救出されたが、アニメではモアも同様に捕獲され、冬樹の策略で鏡を見せられたアリサが自分自身を石にしてしまったことによって救出された。その後、石化したにもかかわらずアリサは忽然と姿を消したが第141話で再び登場。奥東京市に猛吹雪を起こした闇の者を狩りに現れた。
第149話では怠慢な宇宙警察に業を煮やしたメガタン星人2人が、宇宙一の凄腕ハンター・ヘルシング教授に依頼してアリサを消そうとし、冬樹を人質に取られネブラを奪われた事で一時窮地に陥るも、ケロロ小隊と冬樹の活躍により難を逃れた。この回でアリサは人形であった事が判明する。
アニメ3rdシーズンにおいては10月以降、2ヶ月に1度の割合で月末に登場した。なお、原作とアニメで少しずつ情報が明かされる量や細かな設定に違いが出ている。
4thシーズン初登場は第163話Bパート。謎の気配を追って冬樹の通う吉祥学園に現れ、またも彼を強引に「狩り」に連れ出そうとした。
第172話にも闇の者を追って再登場し、この時はケロロ・タママ・夏美たちと一緒にビーチバレーをしていた。しかしケロロ達に嘘のルールを吹き込まれたり（その結果、飛んできたボールを打ち返さずに避けた）、ネブラがボールをつい突き刺してしまったりとで結局勝負にならなかった。
第186話では察知した強い気配を追って登場。日向家に潜伏したそれ（正体はケロロの顔に貼り付いてしまった呪いの面）を狩る為、日向家に一時居候する。
第200話では「強い思念に導かれるもの」を追って登場。それはどんな物にも変化できる「思念吸収体」であり、それが人形のアリサの魂にもなるとアリサとネブラは考えた。しかし人形であるアリサの思念が不安定だったせいで消えてしまったかと思われたが、最終的に「ちょっとズレてる方が人間らしい」という冬樹の思念によって、冬樹がモノアイのシールを少しずらして貼ってしまったケロロのゾックになった思念吸収体をネブラが吸収した。そしてアリサは「これが人間らしさ」と感じた。
5thシーズンの登場は第235話のみ。このときはネブラに社会勉強をするよう言われ、サシダ湖で「捏造グッズ」を売るアルバイトをしていた。同湖にはUMAとされる「サッシー」が生息しているが、それを狩る目的ではなかった（同話の数年前に狩りに来たらしいが、サッシーの発見者である鈴木ツネゾウに懇願されて狩らなかったという）。
6thシーズンの初登場は第279話。秋に急な仕事が入り家族でピクニックに行けなくなった冬樹に同情し、彼が秋の事情をのんで自分を納得させていることを知らず無理やり秋の仕事を早く切り上げさせた。秋を連れ帰ってきた後、冬樹がそれを望んでいなかったことを知ったアリサは、人間の気持ちがまだしっかり理解できていないことを悟った。その後ケロロと秋に謝りに行き、秋と一緒にピクニックの弁当を作る。アリサはその行為に「これが一体何になる?」と秋に聞く。秋から弁当の味見をさせてもらい、「これは…これが美味しいと言う事」と初めて味覚を学んだ。最終的には自分で弁当を作ったのにピクニックを後回しにして狩りを選んでしまうが、アリサの身を案じたケロロと冬樹によって弁当が届けられる。そしてその後、吉祥学園の冬樹の元へ弁当を届けるという行為をしばらくの間続けた。
第291話Aパートでは山へ狩りに行った際に温泉旅行に来ていた日向家・ケロロ小隊と偶然出くわし、彼らと温泉で交流したことを通して「一家団欒」というものを知った。
7thシーズンの初登場は第338話Aパート。この話ではケロロがハロウィンに用意していたジャックランタンをまとった闇の者（実際には闇の者のなりかけ）を狩りに日向家や東谷家を回るが、追い詰められた闇の者はまとっていたジャックランタンを残して逃げてしまった。その後同話Bパートにも登場、Aパートで登場した闇の者を狩ろうとした。しかしAパートで小雪が闇の者と親しくなっており、闇の者を狩らないで欲しいと必死に頼んだため、アリサはこれを受け入れた。小雪は闇の者との会話（言葉ではなく心を通したもの）によってこれを「闇の者でない」状態に戻しており、ネブラはこのような小雪の「会話」能力を興味深いと感じている。その後アリサは闇の者でなくなった生物を仲間のいる元の深海へ戻すことにした。なお、第338話Bパートは原作第148話をもとにしているが、アニメオリジナルである同話Aパートの内容を引き継いでいるため、一部設定の変更がある。
第344話Bパートでは狩りに行ったついでに取ってきた、冬樹への土産のカブレラストーンを届けに日向家へ来訪。運動の苦手な冬樹と仕事で行けない秋を除いた面子がアイススケートへ行くことを知り、秋から「アイススケートは楽しい」ということを聞いて自分も参加を決め、冬樹も強引にスケート場へ連れていった。そのことで桃華は激しく嫉妬し、アリサと冬樹を離すためにスケート場でポールに「ドキッ!女の子だらけの氷上☆障害物レース」（女子限定）を主催させる。アリサは単に冬樹の「（障害物レースが）楽しいかもよ」との発言でそのレースに参加し、桃華は参加しない予定だったが、アリサが優勝賞品の北海道ペア旅行に言及し、アリサと冬樹が2人きりで旅行に行く可能性が出たので、それを防ぐために桃華自身も参加した。最終種目「ジャンプラージヒル」まで残るが、飛ばされてきたケロロとの衝突により落下した桃華を助けたことでコースから外れ、失格となった。優勝は逃したものの、桃華との友情とアイススケートの楽しい思い出を手に入れた。

### その他のエピソード
- 近づくとキンモクセイの香りがするらしい[16]。その為、匂いがしただけで彼女がいることがすぐ分かる。
- 原作では第100.5話より左利き、アニメでは第186話より右利きの描写がある。
- 原作では一時的に冬樹たちの町に住んでいたが、現在は闇の者を狩る為に再び世界中を回っている。
- アニメではアリサが登場する回（第172話・第200話を除く）になると、ナレーターの口調が淀川長治のようになる[17]。また、アリサが登場する話の前の次回予告でも淀川の口調になることがある。
- アニメ第149話では人形であるため痛覚がない事が判明し、当然ながら血も出なかった。しかし、他の話では敵の打撃による攻撃を受けた時に苦しんでいる描写がある。
- アニメ第186話では夏美に教えてもらった全自動洗濯機が使えるようになり、グルメリポーターのコメント等テレビ番組の言葉を一度で覚えている。
- アニメ第344話Bパートではアイススケートに初挑戦し、初めてにもかかわらず僅かな時間で完璧に滑れる様になるなど、高い運動能力を持つ事が示唆されている。
- 『ケロロRPG 騎士と武者と伝説の海賊』では、最強のケロカバトラーとして登場しており、彼女に勝つと最強のカードがもらえる。